# Apollophanes texanus
Apollophanes texanus är en spindelart som beskrevs av Banks 1904. Apollophanes texanus ingår i släktet Apollophanes och familjen snabblöparspindlar. Inga underarter finns listade i Catalogue of Life.